# 索爾特代爾 (加利福尼亞州)
索爾特代爾（英語：Saltdale）是位於美國加利福尼亞州克恩縣的一個非建制地區。該地的面積和人口皆未知。

## 地理
索爾特代爾的座標為35°21′33″N 117°53′15″W / 35.35917°N 117.88750°W，而該地的平均海拔高度為586米（即1923英尺）。